# Szentdomonkos
Szentdomonkos je obec v Maďarsku v župě Heves.
Rozkládá se na ploše 18,40 km² a v roce 2024 zde žilo 456 obyvatel.